# Acacia spirorbis
Acacia spirorbis é uma espécie de leguminosa do gênero Acacia, pertencente à família Fabaceae.